# حمام قلعه
حمام قلعه یکی از حمام‌های قدیمی استان همدان است که با معماری ایرانی اسلامی در شهر همدان واقع شده‌است. حمام قدیمی قلعه که به حمام حاج محمد سعید نیز معروف است در یکی از محله‌های قدیمی و اصیل همدان به نام محله قلعه یا قاشق تراشان در خیابان شریعتی، کوچه مهر قرار گرفته‌است. این حمام احتمالاً در اواخر دوره قاجار بنا شده و دارای مساحتی حدود ۱۵۰۰ مترمربع است. این بنا در تاریخ ۱۳۸۰/۱۲/۲۵ به شماره ۵۰۲۳ در فهرست آثار ملی ایران به ثبت رسیده‌است.
حمام قلعه پس از انجام مرمت‌های اساسی، تعمیر دیواره‌ها و جداره‌های خارجی و مرمت قسمت‌های داخلی به موزه حمام تغییر کاربری داد و این حمام به نوعی به موزه مردم‌شناسی شهر همدان تبدیل گردید. روند بازسازی و تاریخ این تحولات به اوایل دهه هفتاد بازمی‌گردد. حمام قلعه متعلق به فردی به نام حاج محمد حسین بوده که در دهه هفتاد از سوی اداره کل میراث فرهنگی، صنایع دستی و گردشگری استان خریداری و اوایل دهه ۸۰ مرمت آن آغاز شد و از سال ۱۳۸۷ به عنوان موزه مردم‌شناسی فعالیت خود را آغاز کرد.
در داخل این موزه یک سفره خانه سنتی نیز قرار دارد؛ گروه‌های موسیقی نیز با حضور در سفره خانه حمام قلعه به شکل زنده برنامه اجرا می‌کنند که استقبال زیاد مردم را به همراه داشته‌است.

## معماری
حمام قلعه به شکل سرد و گرم بوده‌است؛ در بازدید از این حمام بعد از اینکه از هشتی ورودی به داخل حمام آمدید مجسمه ای را در کنار ورودی می‌بینید که در حال شبیه‌سازی کسی است که در گذشته همین‌جا می‌نشست و از مردم پول می‌گرفته‌است. از کنار مجسمه که رد شوید اول به حمام سرد و بعد هم به حمام گرم برمی‌خورید. در همه جای حمام ترکیبی از معماری ایرانی و اسلامی به کار رفته که فضایی دیدنی را به وجود آورده‌است. در حمام ۴ ستون سنگی هست و سقف طاق نماهایی زیبا دارد که همه و همه معماری ناب قدیمی ایران را نشان می‌دهند.